# 阿戈斯蒂诺·德普雷蒂斯
阿戈斯蒂诺·德普雷蒂斯（義大利語：Agostino Depretis，1813年1月31日—1887年7月29日），是意大利王国律师、政治家。他曾参与意大利统一运动，后在意大利建国后出任过外交、内政及财政大臣并三次拜相组阁，他常年担任历史左派议会党团的领导人。德普雷蒂斯是意大利历史上任职时间第四长的总理，仅次于贝尼托·墨索里尼、乔瓦尼·乔利蒂和西尔维奥·贝卢斯科尼。他被广泛认为是意大利历史上最有权势和最重要的政治家之一。
他是“变革主义”政治艺术的大师，该路线主张建立灵活的中间派联合政府，从而将意大利政治中的极左翼与极右翼分子排除出政府；其目的是维护国家稳定，避免因极端势力的卷入而削弱政府机构。德普雷蒂斯认为，一个安全的政府将可以确保意大利的平静。